# Emilie Hopmann
Emilie Hopmann (ur. 24 lutego 1845 w Neuwied, zm. 12 sierpnia 1926 w Kolonii) – przewodnicząca i założycielka Katolickiego Związku Kobiet Niemieckich.

## Życiorys
Przyszła na świat w rodzinie Hoestermannów. Uczęszczała do wyższej szkoły dla dziewcząt w Kolonii. Wyszła za mąż za lekarza Karla Melchiora Hopmanna z Kolonii. Urodziła ośmioro dzieci.
W latach 1903–1912 była przewodniczącą Katolickiego Związku Kobiet Niemieckich powstałego jako przeciwwaga dla ruchu kobiecego o „ogólnym” charakterze. W 1910 z rąk papieża Piusa X otrzymała krzyż Pro Ecclesia et Pontifice. W 1912 została wybrana honorową prezeską Stowarzyszenia Kobiet.
Została pochowana na cmentarzu Melaten w Kolonii.